# Institut national des hautes études de la sécurité et de la justice
L'Institut national des hautes études de la sécurité et de la justice (INHESJ) est un établissement français ayant existé entre 2009 et 2020. Il forme des hauts responsables des secteurs public et privé aux questions de sécurité et justice, gestion de crise, intelligence et sécurité économiques, cybersécurité. Il mène des travaux de recherche scientifique et produit des statistiques sur la criminalité et la délinquance. 
Le siège de l’établissement est fixé à l’École militaire à Paris.
Le 1er janvier 2021, l'ensemble des missions de formations et de recherche de l'INHESJ sont reprises par l'Institut des hautes études du ministère de l'Intérieur (IHEMI), alors nouvellement créé le 3 septembre 2020.

## Historique
L’Institut national des hautes études de la sécurité intérieure est créé le 10 septembre 1991. Au ministère de l’Intérieur, il est également créé l’Institut national d'études de la sécurité civile (INESC) en 1994.
L’Institut national des hautes études de la sécurité est créé le 27 juillet 2004.
L’Institut national des hautes études de la sécurité et de la justice est créé le 28 octobre 2009, désormais placé sous la tutelle du Premier ministre.
L'institut est dissous au 1er janvier 2021,. Ses activités sont transférées :
- à l'Institut des hautes études du ministère de l'Intérieur créé en septembre 2020[7],
- au service statistique ministériel de la sécurité intérieure (SSMSI) (ministère de l'Intérieur) pour l'Observatoire national de la délinquance et des réponses pénales (ONDRP).

Le nouvel institut héberge également le secrétariat général du Conseil scientifique sur les processus de radicalisation (Cosprad), animée par une ingénieur de recherche au CNRS et, en cours de nomination, un universitaire.

## Organisation administrative et fonctionnement
L'Institut est dirigé par un directeur et son activité est contrôlée par un conseil d'administration.
| Identité                  | Période          | Période           |
| Identité                  | Début            | Fin               |
| ------------------------- | ---------------- | ----------------- |
| André-Michel Ventre       | 1er janvier 2010 |                   |
| Cyrille Schott            | 6 mars 2014      | 28 octobre 2016   |
| Hélène Cazaux-Charles (d) | 28 octobre 2016  | 15 septembre 2019 |
| Valérie Maldonado (d)     | 18 novembre 2019 | 31 décembre 2020  |

| Identité                        | Période           | Période          |
| Identité                        | Début             | Fin              |
| ------------------------------- | ----------------- | ---------------- |
| Michel Cadot                    | 1er janvier 2010  |                  |
| Jacques Buisson (d)             | 24 avril 2013     |                  |
| Thierry Leleu (d)               | 10 mai 2017       |                  |
| Par intérim : Claire Landais    | 1er juillet 2020  |                  |
| Par intérim : Stéphane Bouillon | 14 septembre 2020 | 31 décembre 2020 |

L'institut comprend  un comité scientifique, instance de réflexion, d'évaluation et de proposition en matière de politique de formation et de recherche. Il comprend douze personnalités extérieures à l'institut.
À l'issue d'une sélection par dossier et d'un entretien avec un jury, l'INHESJ forme chaque année des auditeurs nommés par le Premier ministre. Ce sont principalement des hauts fonctionnaires, des dirigeants du privé, des journalistes, des magistrats, des avocats et des élus, nationaux ou locaux.
Il abrite l’ONDRP, qui remplace l'Observatoire national de la délinquance (OND), créé en 2004. L’Observatoire fait partie de l’Institut, ce qui autorise des synergies avec les autres départements de celui-ci, mais il fonctionne de façon indépendante sous l’égide d’un conseil d’orientation, présidé par Stéfan Lollivier, inspecteur général de l’INSEE.

## Missions
L’INHESJ poursuit trois missions principales :
- réunir des responsables de haut niveau, magistrats et cadres appartenant à la fonction publique civile et militaire ainsi qu’aux différents secteurs d’activité de la Nation, des États membres de l’Union européenne ou d’autres États, en vue d’approfondir en commun leurs connaissances des questions de sécurité et de justice ;
- préparer à l’exercice de leurs responsabilités des cadres supérieurs, français et étrangers, exerçant leur activité dans les domaines de réflexion et de recherche couverts par l’Institut ;
- promouvoir et diffuser toutes connaissances utiles en matière de sécurité intérieure, sanitaire, environnementale, économique et de justice. Pour ce faire, l'Institut coopère avec les autres organismes chargés de la diffusion des savoirs en matière de sécurité nationale, de défense et de justice, en France et à l'étranger.

## Formations
L’Institut national des hautes études de la sécurité et de la justice (INHESJ) propose une gamme étendue de formations, au profit des acteurs publics et privés de la sécurité, de la justice, du monde économique et de la gestion de crise.
Lieu de partenariat et de croisement des cultures, l’INHESJ est l’opérateur public de référence dans les domaines de la formation et de la recherche liés à la sécurité globale.
Les programmes de formation mettent en valeur les interactions entre les différentes politiques publiques de sécurité, le monde de l’entreprise, la justice et le droit, mais également la politique de défense. Cette globalité de l’approche permet de préparer avec pertinence les cadres des secteurs public et privé à l’exercice de leurs responsabilités et de promouvoir et diffuser la meilleure connaissance de ces thèmes vers les décideurs au sein de la société.
Au titre de la formation, l’Institut organise notamment chaque année :
- une session nationale Sécurité et Justice,
- une session nationale Management stratégique de la crise,
- une session nationale Protection des entreprises et Intelligence économique,
- une session nationale Souveraineté numérique et Cybersécurité (commune avec l'IHEDN),
- une session internationale Sécurité et Justice,
- des sessions régionales Sécurité et Justice pour un public jeune (étudiants et professionnels de moins de 35 ans),
- des formations destinées aux officiers de sécurité sur la protection du secret de la défense nationale,
- des cycles de formation spécialisés en intelligence et sécurité économiques : « De la veille à l'analyse » (modules 1 et 2), « Security manager »,
- des formations sur-mesure dans les domaines de la gestion, du management et de la communication de crise,
- des modules complémentaires aux cycles d’études supérieures organisés par des administrations ou des ministères partenaires (Centre des hautes études du ministère de l’Intérieur et Cycle supérieur d’administration de la justice).

L’Institut a formé en 2018 près de 3 000 personnes, dont 200 au sein de ses sessions nationales annuelles.

### Une formation irriguée par la recherche
L’Institut dispose d’une capacité de recherche propre relayée par des partenariats lui permettant de conduire seul ou en coopération avec d’autres organismes, français ou étrangers, des études et des recherches. En liaison avec le ministère chargé de l’Enseignement supérieur, il contribue à promouvoir les enseignements universitaires portant sur les questions de sécurité intérieure, d’intelligence économique, des nouveaux risques du XXIe siècle, mais également de sécurité sanitaire, environnementale ou économique, de droit et de justice. Cette capacité fait de l’Institut un creuset original et unique déclinant des formations de très haut niveau constamment irriguées et renouvelées par les travaux en cours au sein de l’Institut. Ce positionnement lui permet de mobiliser pour ses formations un réseau de spécialistes reconnus venant enrichir les enseignements.

### De nombreux partenaires
L’Institut s’appuie sur un très vaste réseau de partenaires, en particulier :
École des hautes études en santé publique (EHESP), École des mines d’Alès, le Pôle de compétitivité risques (EMA), École nationale d’administration (ENA), École nationale de la magistrature (ENM), École nationale supérieure des officiers de sapeurs-pompiers (ENSOSP), École nationale supérieure de la police (ENSP), École des officiers de la Gendarmerie nationale (EOGN), École supérieure de l’éducation nationale (ESEN), SKEMA Business School, Université de Montréal, Université Paris V-Descartes (Licence sécurité des personnes et des biens), Université technologique de Troyes (UTT) (Master Ingénierie et management en sécurité globale appliquée), Centre international de prévention de la criminalité (CIPC), Cercle des dirigeants propriétaires de sécurité (CDPS), Club des directeurs de sécurité des entreprises (CDSE), Club informatique des grandes entreprises françaises (CIGREF, Réseau de grandes entreprises), Commissariat à l’énergie atomique (CEA), Eurostat, Union des entreprises de sécurité privée (USP), Agence Nationale de la Sécurité des Systèmes d’Information (ANSSI), Comité interministériel de prévention de la délinquance (CIPD), Conseil National des Activités de Sécurité Privées (CNASP), Délégation interministérielle à l’Intelligence économique (D2IE), Délégation aux coopérations de sécurité (DCS), Direction générale Migration et affaires intérieures, Commission européenne, Institut d’études judiciaires (IEJ), Université Paris II, Institut des hautes études de Défense nationale (IHEDN), Institut national de l’environnement industriel et des risques (INERIS), Institut national des études territoriales (INET), Institut national de veille sanitaire (INVs), Mission interministérielle de lutte contre la drogue et les conduites addictives (MILDeca), Observatoire français des drogues et des toxicomanies (OFDT).

### Les 4 sessions nationales
À l'issue d'une sélection par dossier et d'un entretien avec un jury, l'INHESJ forme chaque année des auditeurs nommés par le Premier ministre. Ce sont principalement des hauts fonctionnaires, des dirigeants du privé, des journalistes, des magistrats, des avocats et des élus (nationaux et locaux).

#### Session nationale «Sécurité et Justice»
Elle dispense une formation à l’identification et à l’analyse des risques et menaces qui pèsent sur les États et les populations, ainsi qu’à l’appréhension des moyens de sécurité et de justice à mettre en œuvre pour y faire face. Cette session rassemble des hauts fonctionnaires des trois fonctions publiques, des magistrats, des militaires, des élus, ainsi que des personnalités civiles exerçant des responsabilités dans les secteurs économiques et associatifs concernés par les questions de sécurité et de justice. L’objectif est de décloisonner les univers professionnels pour une meilleure efficience. La session a pour finalité d’approfondir, mutualiser et diffuser une culture commune sur l’ensemble des sujets abordés. 
La session est organisée en dix modules dont deux voyages d’études. Elle réunit les auditeurs quatre jours par mois de septembre à juin. Les auditeurs sont répartis en six groupes de diagnostic stratégiques (GDS), qui rendent à la fin de la session un mémoire sur un sujet d’actualité.

#### Session nationale «Protection des Entreprises et Intelligence économique»
Elle forme des experts en protection des entreprises et intelligence économique. C’est autour de ces deux concepts complémentaires que se joue l’avenir du tissu économique national. Compétitivité des entreprises, préservation du capital matériel et immatériel, stratégies d’influence, prévention des risques sont au cœur des enseignements de cette session nationale. Ses objectifs sont de permettre aux auditeurs de disposer des savoir-faire qui leur permettront dans leur environnement professionnel d’établir des diagnostics et de mettre en place des politiques pertinentes de prévention et de maitrise des risques pouvant altérer la vie et le développement de leur structure. Dispensée depuis plus de 15 ans, cette formation est, depuis 2012, inscrite au Répertoire national des certifications professionnelles (RNCP) (titre 7, équivalent Bac +5). Cette session nationale s’adresse aux responsables de la sécurité/sûreté, praticiens de l’intelligence économique, cadres supérieurs et dirigeants tant du secteur privé que du secteur public. Elle est organisée autour de 9 séminaires (interventions, travaux collectifs, visites) qui réunissent les auditeurs quatre jours par mois de septembre à juin.

#### Session nationale «Management stratégique de la crise»
Cette session a pour principaux objectifs de contribuer à la professionnalisation des acteurs publics et privés ayant à mettre en place des politiques de gestion des risques et des crises au sein de leurs structures. Cette formation intègre la connaissance des méthodes et des outils permettant de bâtir des stratégies d’anticipation et de réponses aux crises. Cette formation allie les approches systémique, stratégique, opérationnelle et managériale. Le cadre pédagogique proposé est ouvert aux réflexions et aux échanges avec un parcours constitué autour de cours magistraux, conférences, mises en situation réalistes, études de cas et un module tutoré. Les intervenants disposent d’expériences et de compétences éprouvées lors de crises nationales ou internationales. Les thèmes traités portent sur la compréhension des risques et des crises, la prise de décision et la gestion du stress, les plans de crise et les plans de continuité d’activité, les contraintes juridiques et aspects économiques, la gestion de l’information, la communication de crise, le retour d’expérience et la résilience. La session est ouverte aux décideurs et gestionnaires de crises issus du secteur public et privé. Le recrutement se fait sur dossier. La session est organisée autour 10 modules thématiques de 2 à 3 jours répartis de septembre à mai. Elle est aussi inscrite au Répertoire national des certifications professionnelles (RNCP) (titre 7, équivalent Bac +5).
Session nationale « Souveraineté numérique et Cybersécurité »
Conscients des nouveaux enjeux pour la sécurité, la justice et les libertés publiques, l’INHESJ et l'IHEDN ont, avec l’ensemble de leurs partenaires, décidé de proposer une formation inédite de haut niveau. Les principaux objectifs de la formation sont d'acquérir une culture des enjeux de cybersécurité et de souveraineté induits par les transformations numériques et de développer une vision stratégique « cyber » que l'auditeur pourra mettre au service des intérêts de son entreprise ou de son administration. L’ensemble des enseignements comporte un volume de 140 heures réparties sur 10 semaines, soit 8 séminaires de 2 jours (jeudi et vendredi). 4 jours de mission à l’étranger sont également prévus. La session accueille une trentaine d'auditeurs choisis parmi des chefs d'entreprises et cadres dirigeants, hauts fonctionnaires civils et militaires, personnalités représentatives des différents secteurs d'activité économique, personnalités issues du monde politique, de la presse, des syndicats, etc.